# Ороделу (Долж)
Ороделу (рум. Orodelu) насеље је у Румунији у округу Долж у општини Ородел. Oпштина се налази на надморској висини од 166 m.

## Становништво
Према подацима из 2011. године у насељу је живело 3269 становника.